# Championnat du Pérou de football 2017
Navigation
Édition précédente Édition suivante
La saison 2017 du championnat du Pérou de football se déroule de février à décembre 2017 sur trois tournois : le Torneo de Verano (« tournoi d'été »), le tournoi d'ouverture et le tournoi de clôture.
C'est l'Alianza Lima qui est sacré champion national et ce pour la 23e fois de son histoire.

## Règlement du championnat 2017
Source consultée : www.elcomercio.pe
La nouveauté par rapport aux saisons précédentes consiste en l'inclusion d'un nouveau tournoi, le Torneo de Verano, qui lance le début du championnat. Il se jouera à partir du 3 février et se déroulera comme suit: deux groupes de huit équipes sont constitués où chaque formation disputera des matches aller-retour. Enfin les vainqueurs de chaque groupe se disputeront la finale dont le champion obtiendra une place au 2e tour préliminaire de la Copa Libertadores 2018. À noter que le vainqueur du Torneo de Verano perdra sa place en Copa Libertadores s'il est relégué en fin de saison.
Une fois ce tournoi terminé, le tournoi d'ouverture commencera, du 5 mai au 30 juillet. L'ensemble des seize équipes disputeront entre elles des matchs sur 15 journées (phase aller). Les clubs débutent ce tournoi sans unités. Celui qui obtient le plus de points est qualifié pour la finale du championnat appelée la « Super Coupe », ainsi que pour la phase de groupes de la Copa Libertadores 2018.
Le tournoi de clôture sera identique à celui d'ouverture (15 journées mais cette fois-ci sur une phase retour en inversant l'ordre des matches par rapport au tournoi d'ouverture). Il commence le 4 août et se terminera le 26 novembre. Le vainqueur aura une place en Super Coupe et aura également le droit de participer à la phase de groupes de la Copa Libertadores 2018.
La Super Coupe (du 3 au 17 décembre) est le nom donné à la finale nationale (aller-retour). Sera déclaré vainqueur l'équipe ayant le plus de points dans cette confrontation directe. Dans cette instance, les buts marqués à l'extérieur ne seront pas pris en compte. Si l'égalité persiste, un troisième match aura lieu au Stade National.
Enfin, le classement cumulé des trois tournois permettra de connaître l'équipe qualifiée au 1er tour préliminaire de la Copa Libertadores 2018 (le 4e) ainsi que les 4 équipes participant à la Copa Sudamericana 2018 (de la 5e à la 8e place). Notons enfin qu'aucune équipe ne pourra disputer la même année les phases finales de la Copa Libertadores et Sudamericana. Si un tel cas de figure se produisait sa place en Copa Sudamericana serait octroyée à l'équipe la mieux classée non qualifiée en Copa Libertadores. 

### Cas particuliers
- Si une même équipe gagnait les deux tournois (ouverture et clôture), elle serait automatiquement proclamée championne. La finale nationale (Super Coupe) serait alors remplacée par un barrage opposant les deux vices-champions des tournois d'ouverture et de clôture afin de désigner le vice-champion national qui obtiendrait une qualification directe à la phase de groupes de la Copa Libertadores 2018.

- Si une même équipe gagnait le Torneo de Verano et l'un des deux tournois (ouverture ou clôture), sa place au 2e tour préliminaire de la Copa Libertadores 2018 serait occupée par le vice-champion du Torneo de Verano.

## Clubs participants
| \| Academia Cantolao Alianza Atlético Alianza Lima Ayacucho FC Comerciantes Unidos Deportivo Municipal FBC Melgar J. Aurich Real Garcilaso Sport Huancayo Sporting Cristal Sport Rosario Unión Comercio USM UTC Universitario \| Localisation des clubs engagés dans le championnat 2017. |
| Academia Cantolao Alianza Atlético Alianza Lima Ayacucho FC Comerciantes Unidos Deportivo Municipal FBC Melgar J. Aurich Real Garcilaso Sport Huancayo Sporting Cristal Sport Rosario Unión Comercio USM UTC Universitario                                                                |

Le championnat compte seize clubs, dont cinq basés à Lima.
| Club                      | Ville     |
| ------------------------- | --------- |
| Academia Cantolao         | Callao    |
| Alianza Atlético          | Sullana   |
| Alianza Lima              | Lima      |
| Ayacucho FC               | Ayacucho  |
| Comerciantes Unidos       | Cutervo   |
| Deportivo Municipal       | Lima      |
| FBC Melgar                | Arequipa  |
| Juan Aurich               | Chiclayo  |
| Real Garcilaso            | Cuzco     |
| Sport Huancayo            | Huancayo  |
| Sporting Cristal          | Lima      |
| Sport Rosario             | Huaraz    |
| Unión Comercio            | Tarapoto  |
| Universidad San Martín    | Lima      |
| UTC                       | Cajamarca |
| Universitario de Deportes | Lima      |

## Compétition
Source consultée : www.dechalaca.com.

### Torneo de Verano

#### Groupe A
| Rang | Équipe                 | Pts | J  | G | N | P | Bp | Bc | Diff |
| ---- | ---------------------- | --- | -- | - | - | - | -- | -- | ---- |
| 1    | FBC Melgar             | 27  | 14 | 7 | 6 | 1 | 20 | 12 | +8   |
| 2    | Sport Rosario P2       | 24  | 14 | 6 | 6 | 2 | 13 | 7  | +6   |
| 3    | Sporting Cristal T     | 22  | 14 | 6 | 4 | 4 | 27 | 16 | +11  |
| 4    | Academia Cantolao P    | 19  | 14 | 5 | 4 | 5 | 16 | 15 | +1   |
| 5    | Universidad San Martín | 17  | 14 | 5 | 2 | 7 | 18 | 19 | -1   |
| 6    | Ayacucho FC            | 16  | 14 | 4 | 4 | 6 | 18 | 21 | -3   |
| 7    | Unión Comercio         | 16  | 14 | 4 | 4 | 6 | 16 | 20 | -4   |
| 8    | Alianza Atlético       | 11  | 14 | 3 | 2 | 9 | 10 | 28 | -18  |

|  | Qualification pour la finale du Torneo de Verano                          |
|  | T : Tenant du titre P : Promu de Segunda División P2 : Promu de Copa Perú |

#### Groupe B
| Rang | Équipe                    | Pts | J  | G | N | P | Bp | Bc | Diff |
| ---- | ------------------------- | --- | -- | - | - | - | -- | -- | ---- |
| 1    | UTC                       | 27  | 14 | 8 | 3 | 3 | 24 | 15 | +9   |
| 2    | Real Garcilaso            | 24  | 14 | 7 | 3 | 4 | 27 | 17 | +10  |
| 3    | Alianza Lima              | 23  | 14 | 6 | 5 | 3 | 22 | 15 | +7   |
| 4    | Universitario de Deportes | 19  | 14 | 5 | 4 | 5 | 19 | 18 | +1   |
| 5    | Sport Huancayo            | 18  | 14 | 5 | 3 | 6 | 19 | 23 | -4   |
| 6    | Comerciantes Unidos       | 18  | 14 | 5 | 3 | 6 | 18 | 22 | -4   |
| 7    | Deportivo Municipal       | 14  | 14 | 4 | 2 | 8 | 13 | 16 | -3   |
| 8    | Juan Aurich               | 11  | 14 | 2 | 5 | 7 | 15 | 31 | -16  |

|  | Qualification pour la finale du Torneo de Verano                          |
|  | T : Tenant du titre P : Promu de Segunda División P2 : Promu de Copa Perú |

#### Finale
| 21 mai 2017 | FBC Melgar    | 1 - 0   | UTC | Estadio Monumental Virgen de Chapi, Arequipa       |                                                    |
| 16:00       | Fernández 31e | (1 - 0) |     | Spectateurs : 11 168 Arbitrage : Miguel Santiváñez | Spectateurs : 11 168 Arbitrage : Miguel Santiváñez |

| 31 mai 2017 | UTC                                         | 2 - 1             | FBC Melgar                                       | Estadio Héroes de San Ramón, Cajamarca        |                                               |
| 14:30       | Dulanto 7e · Millán 40e                     | (2 - 0)           | 90e Herrera                                      | Spectateurs : 10 242 Arbitrage : Joel Alarcón | Spectateurs : 10 242 Arbitrage : Joel Alarcón |
| 14:30       | Guerrero · Segura · Díaz · Dulanto · Millán | Tirs au but 3 – 4 | Fernández · Barrientos · Herrera · Zúñiga · Arce | Spectateurs : 10 242 Arbitrage : Joel Alarcón | Spectateurs : 10 242 Arbitrage : Joel Alarcón |

Le FBC Melgar s'impose aux tirs au but 4 tab 3 et se qualifie pour le 2e tour préliminaire de la Copa Libertadores 2018.

### Tournoi d'ouverture

#### Classement
| Rang | Équipe                    | Pts | J  | G | N | P | Bp | Bc | Diff |
| ---- | ------------------------- | --- | -- | - | - | - | -- | -- | ---- |
| 1    | Alianza Lima              | 30  | 15 | 9 | 3 | 3 | 25 | 11 | +14  |
| 2    | Real Garcilaso            | 30  | 15 | 9 | 3 | 3 | 23 | 18 | +5   |
| 3    | UTC                       | 27  | 15 | 8 | 3 | 4 | 17 | 9  | +8   |
| 4    | Sport Huancayo            | 26  | 15 | 7 | 5 | 3 | 23 | 16 | +7   |
| 5    | Universitario de Deportes | 26  | 15 | 7 | 5 | 3 | 20 | 14 | +6   |
| 6    | Deportivo Municipal       | 23  | 15 | 6 | 5 | 4 | 17 | 13 | +4   |
| 7    | Sporting Cristal T        | 23  | 15 | 6 | 5 | 4 | 22 | 20 | +2   |
| 8    | Sport Rosario P2          | 21  | 15 | 5 | 6 | 4 | 16 | 18 | -2   |
| 9    | FBC Melgar                | 19  | 15 | 5 | 4 | 6 | 19 | 18 | +1   |
| 10   | Universidad San Martín    | 19  | 15 | 5 | 4 | 6 | 25 | 26 | -1   |
| 11   | Comerciantes Unidos       | 17  | 15 | 4 | 5 | 6 | 18 | 21 | -3   |
| 12   | Unión Comercio            | 15  | 15 | 4 | 3 | 8 | 21 | 21 | 0    |
| 13   | Ayacucho FC               | 15  | 15 | 4 | 3 | 8 | 15 | 26 | -11  |
| 14   | Alianza Atlético          | 12  | 15 | 3 | 3 | 9 | 13 | 22 | -9   |
| 15   | Academia Cantolao P       | 11  | 15 | 2 | 5 | 8 | 12 | 20 | -8   |
| 16   | Juan Aurich               | 11  | 15 | 1 | 8 | 6 | 14 | 27 | -13  |

|  | Qualification à la Copa Libertadores 2018 et à la finale du championnat   |
|  | T : Tenant du titre P : Promu de Segunda División P2 : Promu de Copa Perú |

### Tournoi de clôture

#### Classement
| Rang | Équipe                       | Pts | J  | G  | N | P | Bp | Bc | Diff |
| ---- | ---------------------------- | --- | -- | -- | - | - | -- | -- | ---- |
| 1    | Alianza Lima                 | 34  | 15 | 11 | 1 | 3 | 23 | 15 | +8   |
| 2    | Real Garcilaso               | 32  | 15 | 10 | 2 | 3 | 29 | 15 | +14  |
| 3    | FBC Melgar                   | 31  | 15 | 9  | 4 | 2 | 30 | 12 | +18  |
| 4    | Universitario de Deportes -1 | 29  | 15 | 9  | 3 | 3 | 29 | 19 | +10  |
| 5    | Deportivo Municipal          | 23  | 15 | 6  | 5 | 4 | 23 | 20 | +3   |
| 6    | Sport Rosario P2             | 20  | 15 | 5  | 5 | 5 | 20 | 17 | +3   |
| 7    | Sport Huancayo               | 20  | 15 | 5  | 5 | 5 | 22 | 22 | 0    |
| 8    | UTC                          | 20  | 15 | 6  | 2 | 7 | 17 | 17 | 0    |
| 9    | Sporting Cristal T           | 18  | 15 | 5  | 3 | 7 | 27 | 24 | +3   |
| 10   | Juan Aurich                  | 17  | 15 | 5  | 2 | 8 | 23 | 29 | -6   |
| 11   | Academia Cantolao P -1       | 17  | 15 | 4  | 6 | 5 | 13 | 22 | -9   |
| 12   | Comerciantes Unidos          | 15  | 15 | 4  | 3 | 8 | 23 | 25 | -2   |
| 13   | Ayacucho FC                  | 14  | 15 | 3  | 5 | 7 | 18 | 26 | -8   |
| 14   | Universidad San Martín       | 14  | 15 | 4  | 2 | 9 | 20 | 29 | -9   |
| 15   | Unión Comercio               | 13  | 15 | 3  | 4 | 8 | 15 | 22 | -7   |
| 16   | Alianza Atlético             | 13  | 15 | 3  | 4 | 8 | 14 | 32 | -18  |

|  | Qualification à la Copa Libertadores 2018 et à la finale du championnat   |
|  | T : Tenant du titre P : Promu de Segunda División P2 : Promu de Copa Perú |

- L'Universitario de Deportes se voit retirer un point en raison de dettes.
- L'Academia Cantolao se voit retirer un point en raison de problèmes administratifs.

### Finale du championnat
L'Alianza Lima ayant gagné les tournois d'ouverture et clôture, il est automatiquement proclamé champion du Pérou sans disputer de finale.
| Pérou                  |
| Champion               |
| Alianza Lima 23e titre |

### Classement cumulé
| Rang | Équipe                       | Pts | J  | G  | N  | P  | Bp | Bc | Diff |
| ---- | ---------------------------- | --- | -- | -- | -- | -- | -- | -- | ---- |
| 1    | Alianza Lima Ouv Clo         | 87  | 44 | 26 | 9  | 9  | 70 | 41 | +29  |
| 2    | Real Garcilaso               | 86  | 44 | 26 | 8  | 10 | 79 | 50 | +29  |
| 3    | FBC Melgar V                 | 77  | 44 | 21 | 14 | 9  | 69 | 42 | +27  |
| 4    | Universitario de Deportes -1 | 74  | 44 | 21 | 12 | 11 | 68 | 51 | +17  |
| 5    | UTC                          | 74  | 44 | 22 | 8  | 14 | 58 | 41 | +17  |
| 6    | Sport Huancayo +2            | 66  | 44 | 17 | 13 | 14 | 64 | 61 | +3   |
| 7    | Sport Rosario P2             | 65  | 44 | 16 | 17 | 11 | 49 | 42 | +7   |
| 8    | Sporting Cristal T +1        | 64  | 44 | 17 | 12 | 15 | 76 | 60 | +16  |
| 9    | Deportivo Municipal          | 60  | 44 | 16 | 12 | 16 | 53 | 49 | +4   |
| 10   | Comerciantes Unidos          | 50  | 44 | 13 | 11 | 20 | 59 | 68 | -9   |
| 11   | Universidad San Martín       | 50  | 44 | 14 | 8  | 22 | 63 | 74 | -11  |
| 12   | Academia Cantolao P -1       | 47  | 44 | 11 | 15 | 18 | 41 | 57 | -16  |
| 13   | Ayacucho FC                  | 45  | 44 | 11 | 12 | 21 | 51 | 73 | -22  |
| 14   | Unión Comercio               | 44  | 44 | 11 | 11 | 22 | 52 | 63 | -11  |
| 15   | Juan Aurich -1               | 38  | 44 | 8  | 15 | 21 | 52 | 87 | -35  |
| 16   | Alianza Atlético -3          | 33  | 44 | 9  | 9  | 26 | 37 | 82 | -45  |

|  | Qualification pour la Copa Libertadores 2018 |
|  | Qualification pour la Copa Sudamericana 2018 |
|  | Relégation directe en deuxième division |
|  | T : Tenant du titre Ouv : Vainqueur du tournoi d'ouverture Clo : Vainqueur du tournoi de clôture V : Vainqueur du Torneo de Verano P : Promu de Segunda División P2 : Promu de Copa Perú |

- Sport Huancayo reçoit deux points de bonus en raison de sa victoire lors du Torneo de Promoción y Reservas 2017.
- Sporting Cristal reçoit un point de bonus en tant que vice-champion du Torneo de Promoción y Reservas 2017.
- Juan Aurich se voit retirer un point pour avoir inscrit un joueur (Ray Gómez) sans avoir au préalable payé ses droits de formation à son club d'origine (Universidad San Martín).
- Alianza Atlético se voit retirer trois points car il n'atteint pas les 4 000 minutes, temps minimal de jeu requis par la ligue péruvienne de football pour les joueurs de moins de 19 ans.

## Bilan de la saison
| Championnat du Pérou de football 2017 |                           |
| Champion                              | Alianza Lima (23e titre)  |
| Qualifications continentales          |                           |
| Copa Libertadores 2018                | Alianza Lima              |
| Copa Libertadores 2018                | Real Garcilaso            |
| Copa Libertadores 2018                | FBC Melgar                |
| Copa Libertadores 2018                | Universitario de Deportes |
| Copa Sudamericana 2018                | UTC                       |
| Copa Sudamericana 2018                | Sport Huancayo            |
| Copa Sudamericana 2018                | Sport Rosario             |
| Copa Sudamericana 2018                | Sporting Cristal          |
| Promotions et relégations             |                           |
| Promus en Primera División            | Sport Boys                |
| Promus en Primera División            | EMD Binacional            |
| Relégués en Segunda División          | Juan Aurich               |
| Relégués en Segunda División          | Alianza Atlético          |

## Meilleurs buteurs
Source consultée: www.dechalaca.com.